# Kasseler Strünkchen
Kasseler Strünkchen (von „Strunk“), auch als Schlupperkohl bekannt, ist eine Sorte des Gartensalats, Sortengruppe Römersalat (Lactuca sativa var. longifolia, syn var. romana), die früher besonders in Nordhessen angebaut wurde und heute fast verschwunden ist. Die Sorte wird nicht mehr kommerziell angebaut, ist aber als Liebhaber- bzw. Nischenprodukt bei spezialisierten Saatgutanbietern zu finden.

## Beschreibung
Die Pflanze erreicht eine Höhe von 50 bis 60 cm, die Strünke einen Durchmesser von bis zu 7 cm.
Beim Kasseler Strünkchen sind sowohl die Blätter als auch die Strünke genießbar. Sie werden kleingeschnitten gekocht und als Gemüse zubereitet.

## Verwandtschaft
Während die meisten Salatsorten, bei denen der Stiel oder Strunk verwendet wird, meist als „Spargelsalat“ bezeichnet, aus Ostasien stammen, stammt das Kasseler Strünkchen aus einer Verwandtschaftsgruppe mit Verbreitungszentrum im Mittelmeerraum. Die ältesten Kultivare der Sorte stammen schon von 1850.